# Ansonia echinata
Ansonia echinata es una especie de anfibio anuro de la familia Bufonidae.

## Distribución geográfica
Esta especie es endémica de Bukit Kana en Sarawak, este de Malasia.

## Descripción
Ansonia echinata mide de 20 a 21 mm para los machos.

## Etimología
El nombre de la especie, del latín echinatus, que significa "espinoso", se le dio en referencia a los tubérculos espinosos presentes en su hocico y en sus flancos.

## Publicación original
- Inger & Stuebing, 2009: New species and new records of Bornean frogs (Amphibia: Anura). Raffles Bulletin of Zoology, vol. 57, p. 527-535[3]